# Руйе, Антуан Луи
Антуан Луи Руйе, граф де Жуи (фр. Antoine Louis Rouillé; Париж, 1689 — 1761, Нёйи-сюр-Сен) — французский политик и государственный деятель.
Антуан Луи Руйе родился в Париже в семье французского дипломата Пьера Руйе.
Назначенный морским министром вместо отправленного в 1749 году в отставку графа Морепа, Антуан Луи Руйе составил план работ для восстановления в течение 10 лет пришедшего в упадок французского флота; он поощрял торговлю с Левантом, способствовал устройству фабрик, основал морскую школу в Бресте.
Предприимчивость Антуана Луи Руйе встревожила Англию; воспользовавшись недоразумениями при определении границ в Америке, англичане объявили Франции войну. В качестве министра иностранных дел Антуан Луи Руйе, в 1756 году, подписал союзный трактат, заключенный между Людовиком XV и Марией-Терезией.
В 1757 году Антуан Луи Руйе занял должность главного интенданта почт.